# Телескопий
Телескопий (лат. Telescopium telescopium) — вид морских брюхоногих моллюсков из семейства Potamididae, единственный в роде Telescopium.
Тело моллюска длиной 8—15 см. Раковина конической формы с многочисленными уплощёнными оборотами, на которых находятся спиральные желобки, имеет почти квадратное короткое отверстие с тонкой изогнутой наружной губой и складчатым столбиком. Цвет шоколадно-бурый различных оттенков, иногда с неясными полосами.
Вид распространён на побережье Индо-Тихоокеанской области, в Азии и Австралии. Обитает в солоноватых водах и способен в течение длительного периода времени оставаться вне воды. В сухое время висит на мангровых корнях, прикрепленный нитями слизи.
Питается детритом и водорослями.
Употребляется в пищу человеком и часто продаётся на традиционных рынках.